# Yukiya Amano

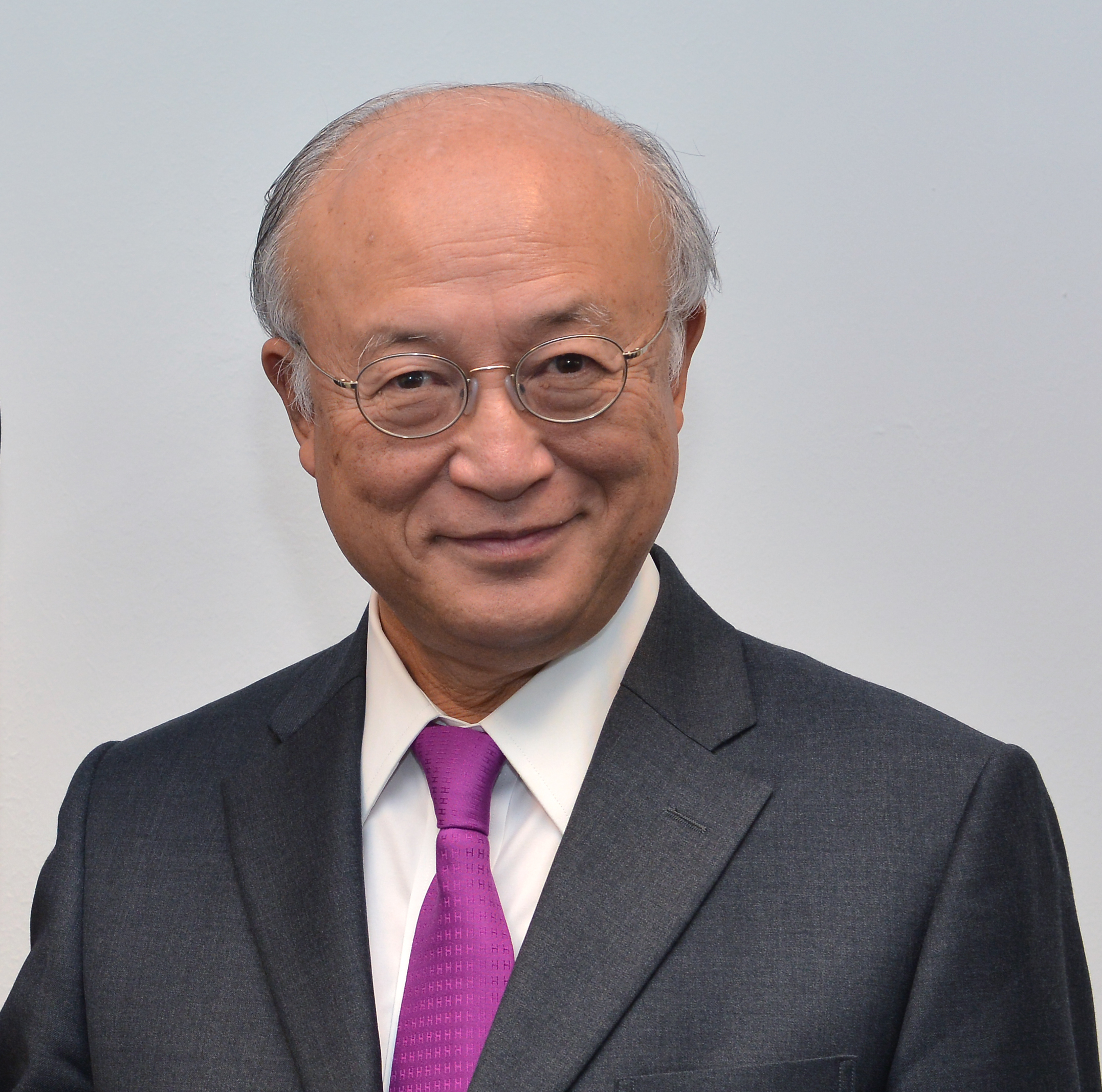
Yukiya Amano (2014)

Yukiya Amano (jap. 天野 之弥, Amano Yukiya; * 9. Mai 1947 in Yugawara, Präfektur Kanagawa; † 18. Juli 2019) war ein japanischer Diplomat. Er galt als Experte in Fragen der atomaren Abrüstung und der Atomenergie. Am 2. Juli 2009 wurde er zum Generaldirektor der Internationalen Atomenergie-Organisation (IAEO) gewählt und trat dieses Amt am 1. Dezember 2009 an. Er starb im Juli 2019 noch im Amt.

## Leben
Amano schloss 1972 sein Studium der Rechtswissenschaften an der Universität Tokio ab und trat im selben Jahr in den auswärtigen Dienst ein. Es folgten Studienaufenthalte an den Universitäten in Besançon (1973–1974) und Nizza (1974–1975).
Im Rahmen seiner Tätigkeit für das japanische Außenministerium bekleidete er verschiedene Positionen, so leitete er ab Februar 1993 die Abteilung für Atomwissenschaften und ab August 1993 die Abteilung für Atomenergie. Er war im August 1994 Rechtsberater Japans bei der Abrüstungskonferenz in Genf. Ab Juni 1997 bekleidete er den Posten des japanischen Generalkonsuls in Marseille, bevor er im August 1999 zum stellvertretenden Generaldirektor für Rüstungsbeschränkung und wissenschaftliche Angelegenheiten ernannt wurde. Amano war Vorsitzender der G7-Arbeitsgruppe für Nukleare Sicherheit (2000) und vertrat Japan bei den Vereinten Nationen als Experte für Rüstungsfragen. Im August 2002 wurde er zum Generaldirektor des Fachbereichs Disarmament, Non-Proliferation and Science ernannt. Seit August 2005 war er ständiger Vertreter Japans bei den Internationalen Organisationen in Wien und Gouverneur bei der Internationalen Atomenergieorganisation. In dieser Eigenschaft fungierte er von 2005 bis 2006 als Vorsitzender des Gouverneursrats der IAEO.
Amano war darüber hinaus von 1991 bis 1992 als Dozent für Internationale Politik an der Universität Yamanashi und von 2000 bis 2001 an der Sophia-Universität tätig. 2001 war er Fellow am Weatherhead Center for International Affairs an der Harvard University und wirkte von 2001 bis 2002 als Gastdozent am Monterey Institute of International Studies.
Am 2. Juli 2009 wurde Amano vom IAEO-Gouverneursrat mit 23 zu 11 Stimmen bei einer Enthaltung zum Nachfolger Mohammed el-Baradeis im Amt des Generaldirektors gewählt. Er setzte sich damit gegen den südafrikanischen Kandidaten Abdul Minty durch. Seine Amtszeit begann am 1. Dezember 2009.
In einem Interview mit dem linksorientierten US-amerikanischen TV-Sender Democracy Now behauptete der berühmte US-Journalist und Pulitzer-Preisträger Seymour Hersh unter Bezugnahme auf bei Wikileaks veröffentlichte Dokumente, Amano sei unter besonderem Druck der USA hin in sein Amt gewählt worden „weil er Amerika seine Lehnspflicht angedient“ habe („[...] because what the documents say is that Amano has pledged his fealty to America“). Entsprechend sah Hersh Amano als eine Art Erfüllungsgehilfen der USA, insbesondere in der umstrittenen Frage eines möglichen iranischen Strebens nach der Atombombe.

## Ehrung
Ein im Juni 2020 eröffnetes Gebäude für Labors der IAEA in Seibersdorf, Niederösterreich wurde nach Amano benannt.

## Veröffentlichungen
- Making the Agenda Stick: Lessons Learned From the 2007 NPT PrepCom. In: The Nonproliferation Review. 1/2009, ISSN 1073-6700, S. 15–24.
- Nuclear security challenges: Japan’s view. In: International Atomic Energy Agency (Hrsg.): Nuclear security – global directions for the future. Wien 2005, ISBN 92-0-105905-1, S. 23 ff.
- A Japanese View on Nuclear Disarmament. In: The Nonproliferation Review. 1/2002, ISSN 1073-6700, S. 132–145.
- The Significance of the NPT Extension. In: Julie Dahlitz (Hrsg.): Future legal restraints on arms proliferation. United Nations publication, New York 1996, ISBN 92-1-100723-2.